# Campionati del mondo di canottaggio 1997
I Campionati del mondo di canottaggio 1997 si sono tra il 30 agosto e il 7 settembre a Aiguebelette-le-Lac, in Francia.

## Medagliere
| Posizione | Paese       |    |    |    | Totale |
| --------- | ----------- | -- | -- | -- | ------ |
| 1         | Germania    | 5  | 3  | 2  | 10     |
| 2         | Stati Uniti | 4  | 1  | 1  | 6      |
| 3         | Regno Unito | 2  | 2  | 3  | 7      |
| 4         | Italia      | 2  | 2  | 0  | 4      |
| 5         | Australia   | 2  | 1  | 2  | 5      |
| 6         | Romania     | 1  | 3  | 3  | 7      |
| 7         | Danimarca   | 1  | 3  | 1  | 5      |
| 8         | Canada      | 1  | 2  | 1  | 4      |
| 9         | Francia     | 1  | 2  | 0  | 3      |
| 10        | Svizzera    | 1  | 1  | 0  | 2      |
| 11        | Bielorussia | 1  | 0  | 0  | 1      |
| 11        | Polonia     | 1  | 0  | 0  | 1      |
| 13        | Irlanda     | 0  | 1  | 1  | 2      |
| 14        | Norvegia    | 0  | 1  | 0  | 1      |
| 15        | Svezia      | 0  | 0  | 2  | 2      |
| 15        | Ucraina     | 0  | 0  | 2  | 2      |
| 17        | Rep. Ceca   | 0  | 0  | 1  | 1      |
| 17        | Grecia      | 0  | 0  | 1  | 1      |
| 17        | Paesi Bassi | 0  | 0  | 1  | 1      |
| 17        | Russia      | 0  | 0  | 1  | 1      |
| Totale    | Totale      | 22 | 22 | 22 | 66     |

## Podi

### Maschili
| Evento       | Oro | Perform. | Argento | Perform. | Bronzo | Perform. |
| M1x          | Stati Uniti Jamie Koven | 6:44.86  | Germania André Willms | 6:47.49  | Regno Unito Greg Searle | 6:47.57  |
| M2x          | Germania Andreas Hajek Stephan Volkert | 6:13.35  | Norvegia Steffen Størseth Kjetil Undset | 6:14.98  | Australia Duncan Free Marcus Free | 6:16.05  |
| M4x          | Italia Agostino Abbagnale Giovanni Calabrese Alessandro Corona Rossano Galtarossa                                                                  | 5:42.50  | Germania Jens Burow Marco Geisler Marcel Hacker Stefan Röhnert                                                                               | 5:45.88  | Ucraina Oleh Lykov Oleksandr Marchenko Leonid Shaposhnikov Oleksandr Zaskalko                                                         | 5:46.11  |
| M2+          | Stati Uniti Nicholas Anderson Scott Fentress Jordan Irving (c)                                                                                     | 6:56.30  | Australia David Cameron Nick McDonald-Crowley David Colvin (c)                                                                               | 6:56.36  | Grecia Georgios Fotou Konstantinos Kariotis Lampros Rizos (c)                                                                         | 6:57.62  |
| M2-          | Francia Michel Andrieux Jean-Christophe Rolland | 6:27.69  | Italia Lorenzo Carboncini Mattia Trombetta                                                                                                   | 6:31.51  | Stati Uniti Adam Holland Edward Murphy                                                                                                | 6:32.10  |
| M4-          | Regno Unito James Cracknell Tim Foster Matthew Pinsent Steve Redgrave                                                                              | 5:52.40  | Francia Gilles Bosquet Daniel Fauché Olivier Moncelet Bertrand Vecten                                                                        | 5:56.34  | Romania Dorin Alupei Gabriel Marin Cornel Nemțoc Florian Tudor                                                                        | 5:57.10  |
| M4+          | Francia Antoine Béghin Vincent Maliszewski Bernard Roche Laurent Béghin Christophe Lattaignant (cox)                                               | 6:04.17  | Italia Giuliano De Stabile Rosario Gioia Francesco Mattei Mario Palmisano Gaetano Iannuzzi (cox)                                             | 6:05.98  | Regno Unito Ed Coode Mark Johnson Garry McAdams Steve Trapmore David Chung (cox)                                                      | 6:09.80  |
| M8+          | Stati Uniti Chris Ahrens Sebastian Bea Phil Henry Robert Kaehler Garrett Miller Timothy Richter Michael Wherley Robert Cummins Peter Cipollone (c) | 5:27.20  | Romania Valentin Robu Florin Corbeanu Viorel Talapan Florian Tudor Gabriel Marin Andrei Bănică Cornel Nemțoc Dorin Alupei Marin Gheorghe (c) | 5:27.76  | Australia Robert Walker Geoff Stewart Alastair Gordon David Porzig James Stewart Daniel Burke Drew Ginn Richard Wearne David Colvin   | 5:28.14  |
| Pesi Leggeri | |          | |          | |          |
| LM1x         | Danimarca Karsten Nielsen | 6:57.16  | Svizzera Michael Bänninger | 6:59.62  | Rep. Ceca Tomáš Kacovský | 7:00.92  |
| LM2x         | Polonia Tomasz Kucharski Robert Sycz | 6:14.57  | Italia Michelangelo Crispi Leonardo Pettinari                                                                                                | 6:15.98  | Germania Ingo Euler Bernhard Rühling                                                                                                  | 6:18.38  |
| LM2-         | Svizzera Mathias Binder Beni Schmidt | 6:32.81  | Irlanda Neville Maxwell Tony O'Connor | 6:33.51  | Danimarca Jeppe Jensen Kollat Jakob Øjvind Nielsen                                                                                    | 6:34.11  |
| LM4x         | Italia Stefano Basalini Paolo Pittino Franco Sancassani Massimo Guglielmi                                                                          | 5:50.68  | Germania Markus Baumann Oliver Ibielski Alexander Lutz Frank Mager                                                                           | 5:52.90  | Irlanda John Armstrong Neal Byrne Brendan Dolan Emmet O'Brien                                                                         | 5:55.04  |
| LM4-         | Danimarca Thomas Ebert Thomas Poulsen Eskild Ebbesen Victor Feddersen                                                                              | 5:54.35  | Francia Xavier Dorfman Frederic Pinon Yves Hocdé Laurent Porchier                                                                            | 5:54.91  | Germania Martin Weis Marcus Mielke Jan Herzog Roland Haendle                                                                          | 5:57.87  |
| LM8+         | Australia Darren Balmforth Jon Berney Simon Burgess Alastair Isherwood Rob Mitchell Bob Richards Michael Wiseman Tim Wright Brett Hayman (c)       | 5:40.00  | Regno Unito Phil Baker James Brown Jim Hartland Alex Henshilwood Jason Keys Dave Lemon Jim Mcniven Ben Webb John Deakin (c)                  | 5:40.03  | Canada Jon Beare Chris Davidson Jeff Lay Graham Mclaren Anthony Shearing Ben Storey Bryan Thompson Edward Winchester Chris Taylor (c) | 5:40.91  |

### Femminili
| Evento       | Oro | Perform. | Argento | Perform. | Bronzo | Perform. |
| W1x          | Bielorussia Ekaterina Karsten-Khodotovitch | 7:29.30  | Danimarca Trine Hansen | 7:30.73  | Svezia Maria Brandin | 7:31.39  |
| W2x          | Germania Kathrin Boron Meike Evers | 6:51.07  | Regno Unito Miriam Batten Gillian Lindsay | 6:48.82  | Romania Liliana Gafencu Viorica Susanu | 6:50.16  |
| W4x          | Germania Kathrin Boron Kerstin Köppen Manuela Lutze Jana Thieme                                                                                | 6:16.15  | Danimarca Ulla Hansen Werner Sarah Lauritzen Dorthe Pedersen Stinne Petersen                                                                                          | 6:19.35  | Ucraina Inna Frolova Svitlana Maziy Dina Miftakhutdinova Olena Morozova-Ronzhina                                                                 | 6:20.16  |
| W2-          | Canada Alison Korn Emma Robinson | 7:08.09  | Romania Veronica Cochela Georgeta Damian | 7:14.77  | Russia Albina Ligatcheva Vera Pochitaeva | 7:17.10  |
| W4-          | Regno Unito Alex Beever Lisa Eyre Elizabeth Henshilwood Sue Walker                                                                             | 6:40.30  | Romania Doina Ignat Ioana Olteanu Doina Spîrcu Anca Tănase | 6:41.13  | Germania Anna Coenen Pia Coenen Kristina Erbe Elke Hipler                                                                                        | 6:45.70  |
| W8+          | Romania Georgeta Damian Viorica Susanu Ioana Olteanu Angela Cazac Liliana Gafencu Veronica Cochela Doina Ignat Anca Tănase Elena Georgescu (c) | 6:02.40  | Canada Buffy-Lynne Williams-Alexander Laryssa Biesenthal Jessica Gonin Alison Korn Emma Robinson Dorota Urbaniak Kristen Wall Kubet Weston Lesley Thompson-Willie (c) | 6:07.18  | Regno Unito Alex Beever Lisa Eyre Katherine Grainger Elizabeth Henshilwood Elise Laverick Sue Walker Rachel Woolf Francesca Zino Suzie Ellis (c) | 6:10.00  |
| Pesi leggeri | |          | |          | |          |
| LW1x         | Stati Uniti Sarah Garner | 7:38.39  | Francia Bénédicte Dorfman-Luzuy | 7:42.48  | Svezia Kristina Knejp Christensson | 7:46.98  |
| LW2x         | Germania Angelika Brand Michelle Darvill | 7:00.93  | Danimarca Lene Andersson Anna Helleberg | 7:01.77  | Romania Angela Alupei Camelia Macoviciuc | 7:03.86  |
| LW2-         | Australia Eliza Blair Justine Joyce | 7:18.32  | Stati Uniti Michelle Borkhuis Linda Muri | 7:20.34  | Regno Unito Caroline Hobson Malindi Myers | 7:23.97  |
| LW4x         | Germania Christiane Brand Nicole Faust Christine Morawitz Gunda Reimers                                                                        | 6:36.63  | Canada Nathalie Benzing Brie Ellard Renata Troc Samara Walbohm | 6:37.16  | Paesi Bassi Hedi Poot Brechtje van Eijck Sigrid Winkelhuis Floortje van Eijck                                                                    | 6:39.38  |